# Raw (album d'Hopsin)
Pour les articles homonymes, voir RAW.
Albums de Hopsin
Gazing at the Moonlight
(2009) Knock Madness
(2013)
Raw est le deuxième album studio du rappeur Hopsin, sorti le 19 novembre 2010. 
Il s'inspire d'Eminem dans plusieurs chansons comme Sag My Pants et How You Like Me Now. Le rappeur chante surtout avec SwizZz qui a signé sur le même label que lui.

## Liste des titres
| No  | Titre                                              | Durée |
| --- | -------------------------------------------------- | ----- |
| 1.  | Hot 16'S                                           | 3:59  |
| 2.  | Sag My Pants                                       | 3:39  |
| 3.  | You Are My Enemy                                   | 4:12  |
| 4.  | Trampoline                                         | 3:47  |
| 5.  | I'm Not Introducing You                            | 5:17  |
| 6.  | I Can't Decide                                     | 4:51  |
| 7.  | I Am Raw (featuring SwizZz)                        | 4:09  |
| 8.  | Nocturnal Rainbows                                 | 5:06  |
| 9.  | How You LIke Me Now (featuring SwizZz)             | 4:45  |
| 10. | Heather Nicole                                     | 4:32  |
| 11. | Kill Her                                           | 3:40  |
| 12. | I'm Not Crazy (featuring Cryptic Wisdom et SwizZz) | 3:49  |
| 13. | Where Will I Go                                    | 4:30  |
| 14. | Baby's Daddy                                       | 3:56  |
| 15. | Blood Energy Potion                                | 3:22  |
| 16. | Pillow Man                                         | 5:16  |